# Russell Cave
Russell Cave est un abri sous roche américain dans le comté de Jackson, en Alabama. Ce site archéologique constitue la principale attraction du Russell Cave National Monument, un monument national créé en 1961 pour la protéger.